# Amara (Allobradytus)
Amara (Allobradytus) – podrodzaj rodzaju Amara, chrząszczy z  rodziny biegaczowatych i podrodziny Pterostichinae.

## Taksonomia
Takson opisał w 1975 roku Stepan Mironowicz Jabłonkow-Chnziorian. Gatunkiem typowym jest Leirus armeniacus Motschulsky, 1839.

## Występowanie
Przedstawiciele podrodzaju występują w Kazachstanie, Rosji, Armenii, Gruzji i Turkmenistanie. Do fauny europejskiej należy tylko A. armeniaca:

## Systematyka
Do tego podrodzaju należą 2 opisane gatunki:
- Amara armeniaca (Motschulsky, 1839)
- Amara kinitzi Tschitscherine, 1899